# TRAPPIST-1 b
TRAPPIST-1 b è un pianeta extrasolare roccioso che orbita attorno alla stella nana ultrafredda TRAPPIST-1, situata a circa 39,5 anni luce dal sole. La sua scoperta è stata realizzata da un team internazionale guidato da Michaël Gillon dell'Istituto di astrofisica e geofisica dell'Università di Liegi, usando il telescopio TRAPPIST, situato all'osservatorio di La Silla, in Cile. La notizia della scoperta è stata pubblicata sulla rivista Nature nel maggio del 2016.

## Abitabilità
Poiché nel caso delle nane rosse la zona abitabile, durante la formazione del sistema, si sposta sensibilmente dall'esterno all'interno, è possibile che TRAPPIST-1 b abbia subito la perdita di una notevole quantità d'acqua per fotoevaporazione, in quantità pari anche a 15 volte gli oceani terrestri, compromettendone l'abitabilità. Lo stesso potrebbe essere successo al pianeta c, mentre TRAPPIST-1 d, al contrario, potrebbe aver perso molta meno acqua ed essere rimasto entro i confini della zona abitabile.
Osservazioni del 2018 con il telescopio spaziale Spitzer hanno rivelato la presenza di una spessa atmosfera, che potrebbe provocare un forte effetto serra in grado di innalzare la temperatura fino a 750-1500 K, mentre la temperatura di equilibrio è stimata di poco inferiore ai 400 K.
Al contrario delle ipotesi suggerite dalle osservazioni col telescopio spaziale Spitzer, nel 2023, osservazioni nell'infrarosso effettuate con il telescopio spaziale James Webb hanno consentito di misurare l'emissione termica del pianeta, concludendo che il pianeta sia privo di un'atmosfera significativa e che la sua temperatura sia di 508 K (235°C).